# Britânia
Britânia är en kommun i Brasilien.   Den ligger i delstaten Goiás, i den centrala delen av landet, 400 km väster om huvudstaden Brasília. Antalet invånare är 5 509. Arean är 1 461 kvadratkilometer.
Terrängen i Britânia är platt.
Omgivningarna runt Britânia är huvudsakligen savann. Runt Britânia är det mycket glesbefolkat, med 3 invånare per kvadratkilometer.